# Терновая Балка (Кировоградская область)
Терновая Балка (укр. Тернова Балка) — село в Компанеевской поселковой общине Кропивницкого района Кировоградской области Украины.
До 2020 года входило в Компанеевский район
Население по переписи 2001 года составляло 22 человека. Почтовый индекс — 28411. Телефонный код — 5240. Код КОАТУУ — 3522883003.